# Керпер
Керпе́р (фр. Kerpert, брет. Kerbêr) — коммуна во Франции, находится в регионе Бретань. Департамент — Кот-д’Армор. Входит в состав кантона Каллак. Округ коммуны — Генган.
Код INSEE коммуны — 22092.

## География
Коммуна расположена приблизительно в 410 км к западу от Парижа, в 115 км западнее Ренна, в 32 км к юго-западу от Сен-Бриё.

## Население
Население коммуны на 2016 год составляло 275 человек.
| 1962 | 1968 | 1975 | 1982 | 1990 | 1999 | 2010 | 2016 |
| ---- | ---- | ---- | ---- | ---- | ---- | ---- | ---- |
| 617  | 536  | 441  | 407  | 308  | 318  | 297  | 275  |

## Администрация
| Период | Период | Фамилия           | Партия                           | Примечания |
| ------ | ------ | ----------------- | -------------------------------- | ---------- |
| 1933   | 1947   | Жозеф Ле Бизек    | радикал                          | фермер     |
| 1947   | 1971   | Пьер Лоргийу      | Народно-республиканское движение | фермер     |
| 1971   | 2008   | Жан-Поль Алланик  | Социалистическая партия          | фермер     |
| 2008   |        | Жан-Поль Ле Муань | Разные левые                     | пенсионер  |

## Экономика
В 2007 году среди 181 человека в трудоспособном возрасте (15—64 лет) 117 были экономически активными, 64 — неактивными (показатель активности — 64,6 %, в 1999 году было 70,2 %). Из 117 активных работали 104 человека (60 мужчин и 44 женщины), безработных было 13 (7 мужчин и 6 женщин). Среди 64 неактивных 15 человек были учениками или студентами, 25 — пенсионерами, 24 были неактивными по другим причинам.

## Достопримечательности
- Аббатство Нотр-Дам (XVIII век). Исторический памятник с 1964 года[3]
- Церковь Св. Петра и оссуарий (XVI век). Исторический памятник с 1921 года[4]
- Дольмен Керанкере (эпоха неолита)

## Фотогалерея

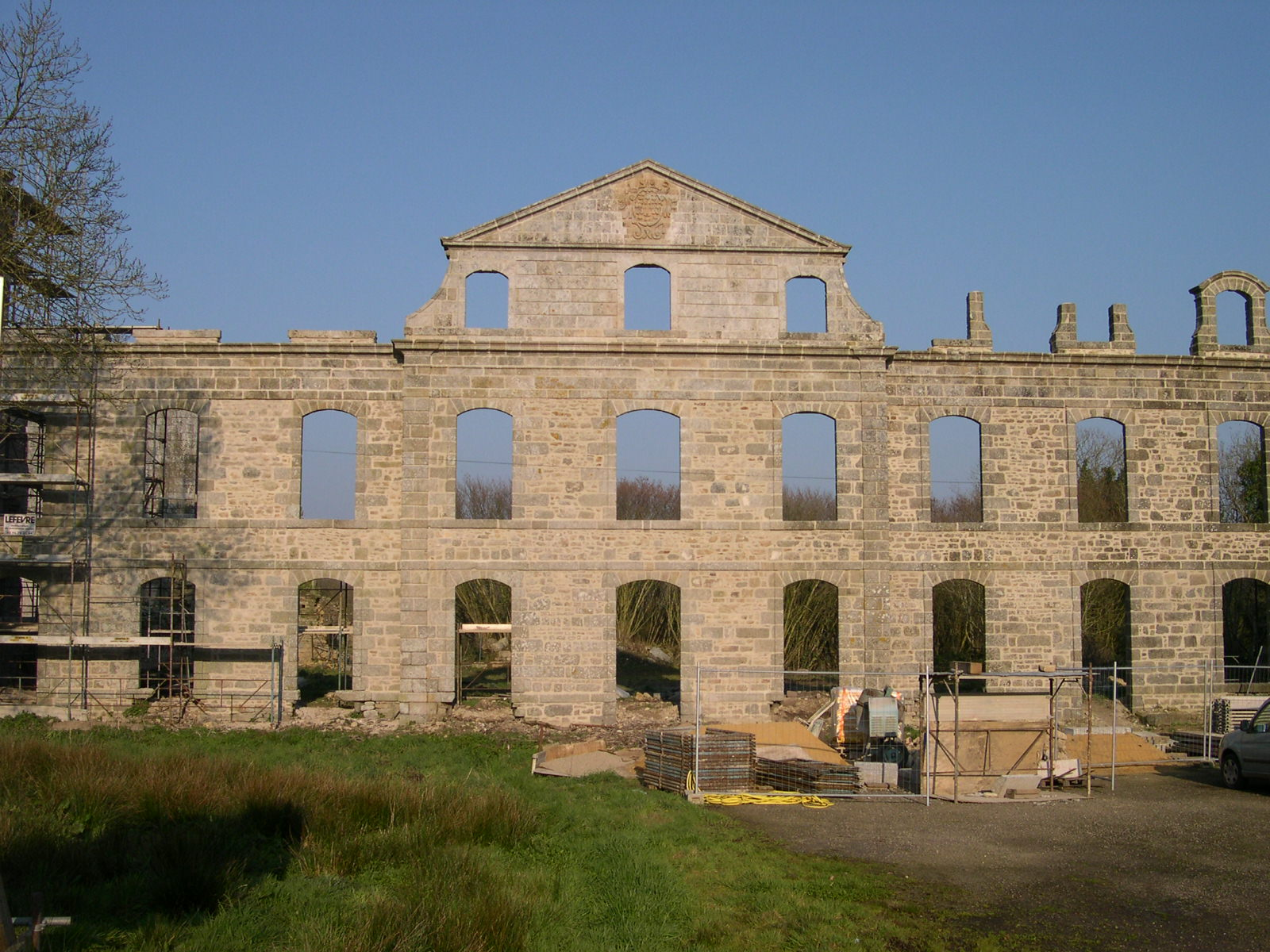
Аббатство Нотр-Дам
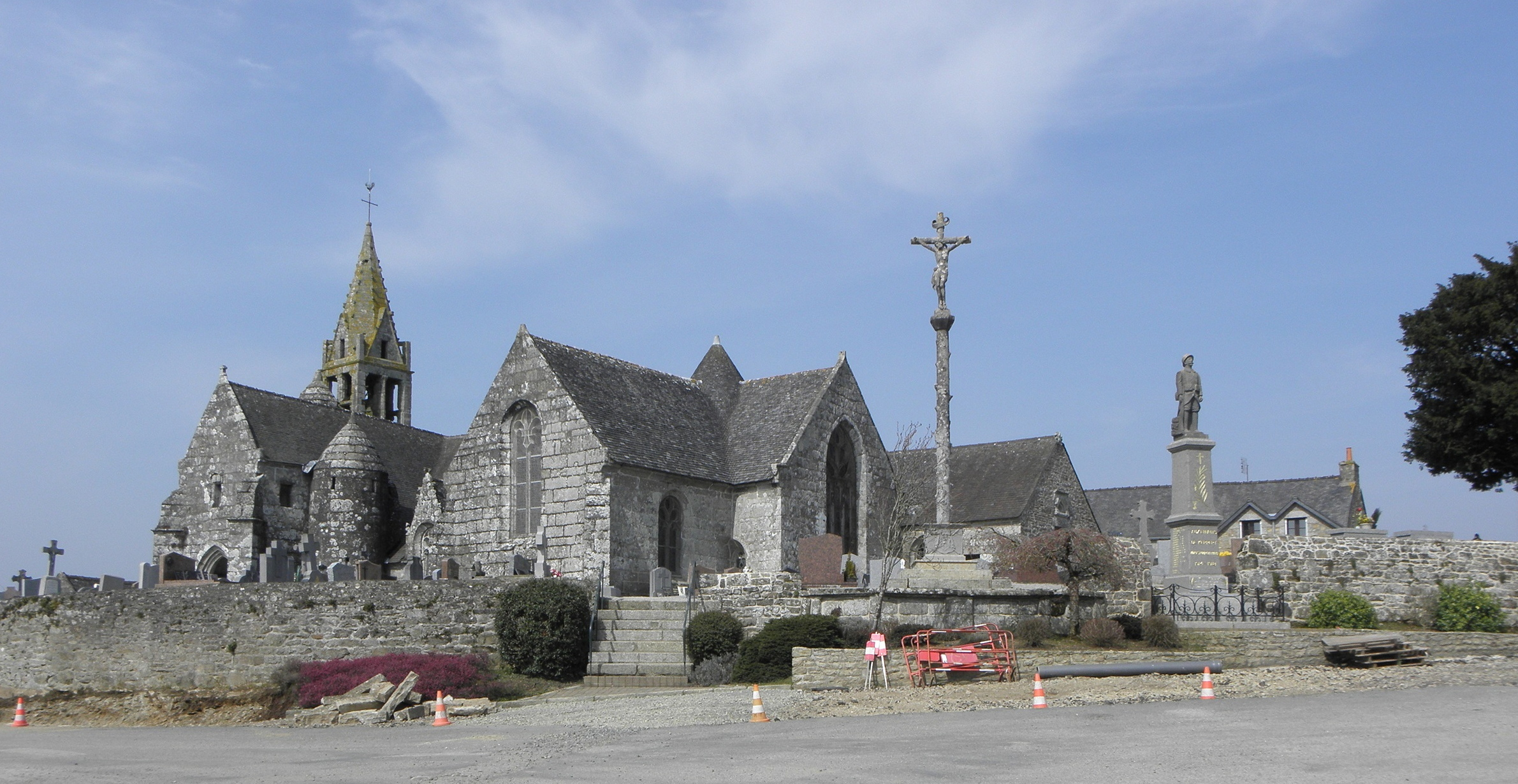
Церковь Св. Петра
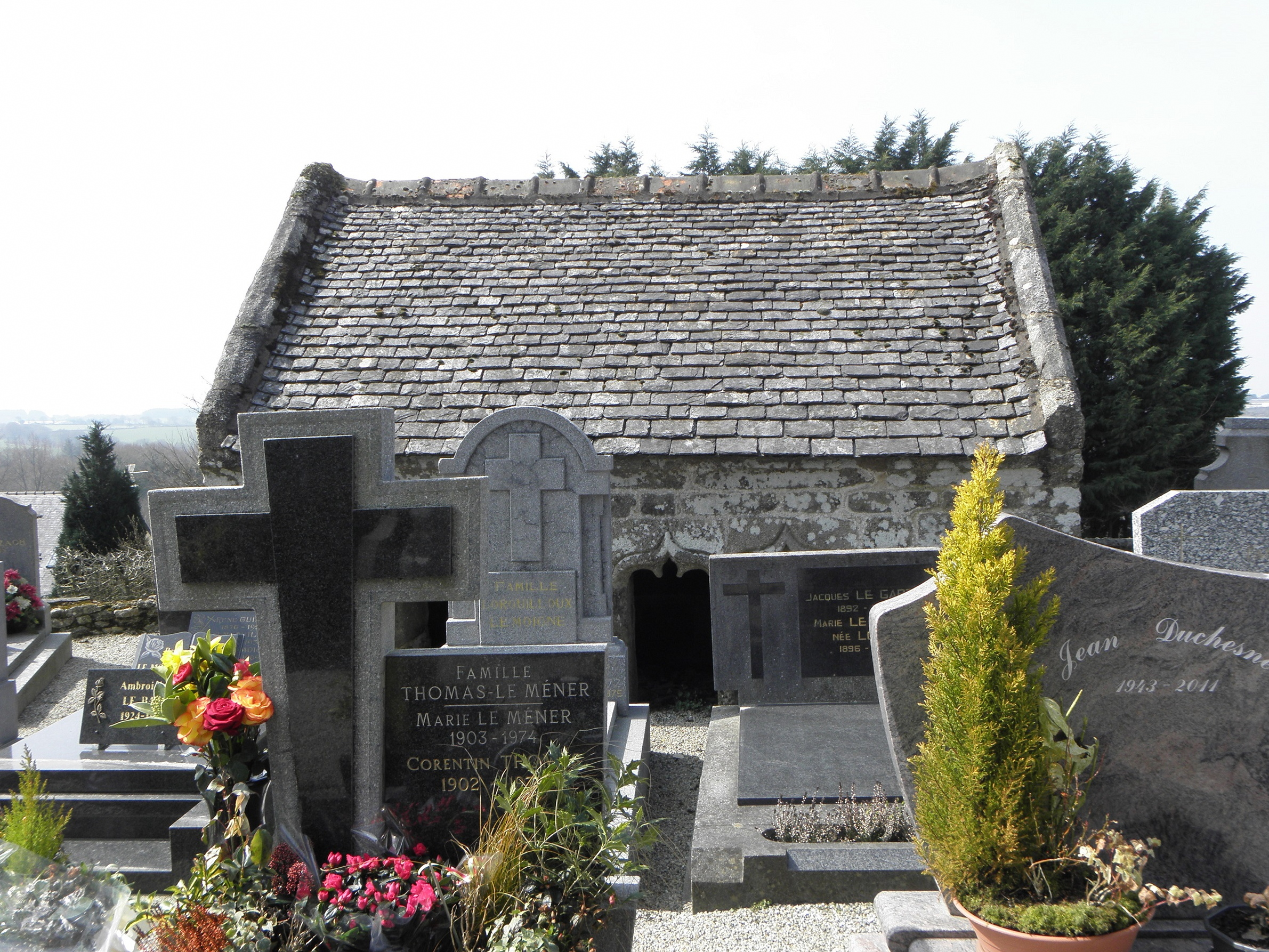
Оссуарий
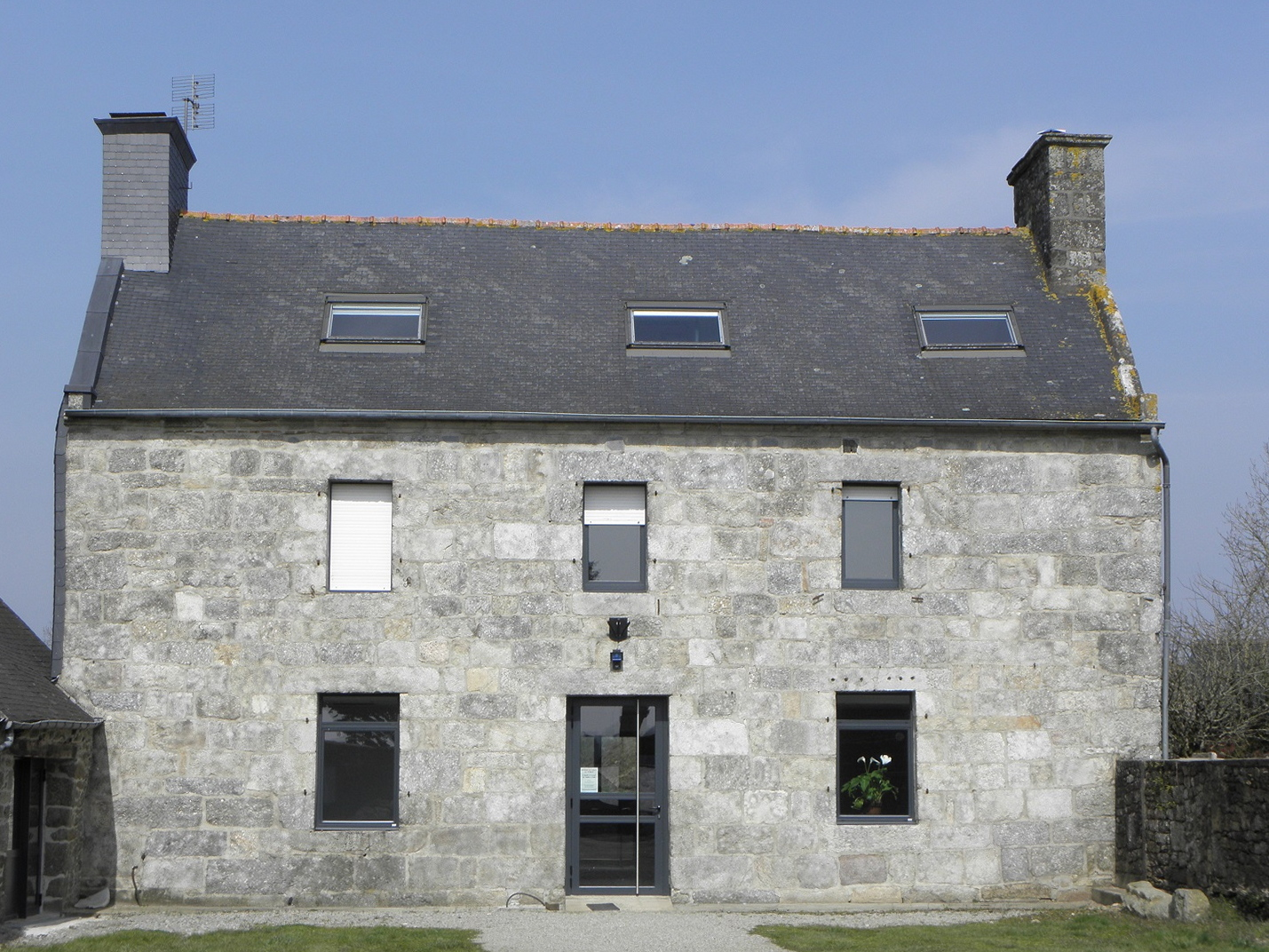
Мэрия